# 甲斐ヒルズカントリー倶楽部
甲斐ヒルズカントリー倶楽部（かいヒルズカントリーくらぶ）は、 山梨県甲斐市にあるゴルフ場である。

## 概要
「甲斐ヒルズカントリー倶楽部」は、山梨県北西部の国中地方、甲府盆地の中西部からやや北寄りで甲府市に隣接し、戦国時代には武田氏の大名権力による釜無川の治水が行われ、信玄堤が築かれ竜王河原宿が開発された位置にある。また、富士山を見渡すことができ、百名山を有する南アルプスの山々の展望することが出来る景観が良いロケーションの所にある。　　　　
1980年（昭和55年）代後期、安田火災、丸紅などの芙蓉グループ10数社が出資し、新たなゴルフ場の建設に向けて「甲斐芙蓉カントリー倶楽部」が始動したことに始まる。建設用地は、甲斐市団子新居地区、コース設計は梅沢弘に依頼し、18ホール規模のゴルフ場の造成工事が着工された。 1990年（平成2年）10月10日、18ホールの造成工事が完了し、開場された。
2009年（平成21年）9月8日、経営会社である「平成総合サービス株式会社」が、預託金問題などで甲府地裁に民事再生法の適用を申請し、同日、保全命令を受けた。2010年（平成22年）1月8日、平成総合サービスは、再生計画案をまとめ、「株式会社シャトレーゼ」をスポンサーに選定した。同年3月5日、債権者集会が開催され、スポンサー型の民事再生計画案が可決され、同日、甲府地裁から認可決定を得た。
2010年（平成22年）6月1日、倶楽部名称が甲斐芙蓉カントリー倶楽部からシャトレーゼ系列の「株式会社シャトレーゼホールディングス」に 経営譲渡され、それに伴いクラブ名称を 「甲斐ヒルズカントリー倶楽部」に名称変更された。
梅沢弘が設計したコースは、「プリンスランドゴルフクラブ」（群馬県、1970年（昭和45年）開場）、女子プロゴルフトーナメント開幕戦「ダイキンオーキッドレディスゴルフトーナメント」の開催で知られる「琉球ゴルフ倶楽部」（沖縄県、1977年（昭和52年）開場）などの実績がある。
甲斐ヒルズカントリー倶楽部は、甲府市近郊の都心からは2時間程のアクセス可能であり、 全国でも最も降雨量が少ない地域として知られている。コースは、フラットでワイドなフェアウェイでゆったりとプレー出来、スクラッチプレーヤーからビギナーまで、あらゆるレベルのゴルファーが楽しめるレイアウトコースである。

## 所在地
〒400-0102 山梨県甲斐市団子新居1927-4

## コース情報
- 開場日 - 1990年10月10日
- 設計者 - 梅沢 弘
- 面積 - 1,140,000m2（約34.4万坪）
- コースタイプ - 丘陵コース
- コース - 18ホールズ、パー72、6,872ヤード、コースレート72.1
- フェアウェー - コウライ
- ラフ - ノシバ
- グリーン - 2グリーン、ベント（ペンクロス）
- ハザード - バンカー83、池が絡むホール6
- ラウンドスタイル - キャディ付プレーとセルフプレーの選択性、GPS付5人乗りリモコン乗用カート
- 練習場 - 9打席100ヤード
- 休場日 - 年中無休[8][9][10]

## ギャラリー
- コース - [11]
- ハウス - [12]

## 交通アクセス
- 鉄道 - 中央本線（JR東日本） - 甲府駅より クラブバス利用 15km 約30分[13]
- 道路 - 中央自動車道 - 韮崎ICより 7Km[13]

## 関連文献
- 『ゴルフ場ガイド 東版』、2006-2007、「甲斐ヒルズカントリー倶楽部」、東京 ゴルフダイジェスト社、2006年5月